# Blackout cake
Le Blackout cake, parfois appelé Brooklyn Blackout cake, est un gâteau au chocolat rempli de pudding au chocolat et garni de miettes de gâteau au chocolat. Il a été inventé pendant la Seconde Guerre mondiale par une chaîne de boulangeries de Brooklyn appelée Ebinger's, en reconnaissance des coupures de courant obligatoires pour protéger le Brooklyn Navy Yard.
Après la guerre, le nom a persisté pour un gâteau au chocolat très noir et est devenu courant dans tout le Midwest. La variété Ebinger's était très populaire et est devenue une offre caractéristique, appréciée des résidents de Brooklyn, jusqu'à ce que la chaîne de plus de cinquante établissements ferme en 1972.